# Milan Neralić
Milan Neralić (Slunj, Croàcia, 26 de febrer de 1875 – Wiener Neustadt, Baixa Àustria, 17 de febrer de 1918) fou un tirador d'esgrima austríac, d'origen croata, que competí a cavall del segle xix i el segle xx. El 1900 prengué part als Jocs Olímpics de París, en què guanyà la medalla de bronze en la prova de sabre professional.